# Фокин, Леонид Андреевич
Фокин Леонид Андреевич (9 июля 1930, Павлоград — 1985, Ленинград, СССР) — советский живописец и график, член Ленинградского Союза художников.

## Биография
Родился 9 июля 1930 года в г. Павлограде Днепропетровской области. Учился в Кишинёвском художественном училище. В 1950 году поступил в Ленинградский институт живописи, скульптуры и архитектуры имени И. Е. Репина на факультет живописи. Занимался у Александра Деблера, Елены Табаковой, Андрея Мыльникова, Владислава Анисовича.
В 1956 году Фокин окончил институт по мастерской профессора Виктора Орешникова с присвоением квалификации художника живописи. Дипломная работа — картина «Вечером». В одном выпуске с Фокиным институт окончили Сергей Буров, Ленина Гулей, Муза Дегтярёва (Оленева), Энгельс Козлов, Ярослав Крестовский, Алексей Кудрявцев, Шая Меламуд, Пётр Назаров, Анатолий Ненартович, Юрий Опарин, Василий Орешкин, Всеволод Петров-Маслаков, Фёдор Смирнов, Николай Позднеев, Захар Хачатрян и другие молодые художники. Дружеские отношения и тесное творческое общение со многими из них Леонид Фокин сохранит на долгие годы.
Участвовал в выставках с 1957 года, экспонируя свои работы вместе с произведениями ведущих мастеров изобразительного искусства Ленинграда. Член Ленинградского Союза художников с 1957 года. Писал портреты, пейзажи, жанровые и исторические композиции, натюрморты. Талантливый колорист. Среди произведений, созданных Фокиным, картины «Тревожная молодость» (1957), «Портрет художницы А. Костиной» (1958), «Сын полка» (1959), «Базарный день в Седневе», «К ночи» (обе 1961), «Трудовой день кончился», «Перед грозой» (обе 1964), «Алла», «Зацвела ива» (1973), «Ижорские богатыри» (1975), «Весенние голоса» (1980) и другие.
Скончался в 1985 году в Ленинграде. 
Произведения Л. А. Фокина находятся в музеях и частных собраниях в России, Франции, США, Италии, Великобритании и других странах.

## Выставки
- 1957 год (Ленинград): 1917 - 1957. Выставка произведений ленинградских художников.
- 1958 год (Ленинград): Осенняя выставка произведений ленинградских художников.
- 1960 год (Ленинград): Выставка произведений ленинградских художников.
- 1961 год (Ленинград): «Выставка произведений ленинградских художников» .
- 1964 год (Ленинград): Ленинград. Зональная выставка.
- 1974 год (Ленинград): Весенняя выставка произведений ленинградских художников.
- 1975 год (Ленинград): Наш современник. Зональная выставка произведений ленинградских художников.
- 1978 год (Ленинград): Осенняя выставка произведений ленинградских художников.
- 1980 год (Ленинград): Зональная выставка произведений ленинградских художников.

В 2010 году в Санкт-Петербурге была организована персональная выставка Фокина.